# A Canine Sherlock Holmes
A Canine Sherlock Holmes er en britisk stumfilm fra 1912 af Stuart Kinder.